# Bubble tea

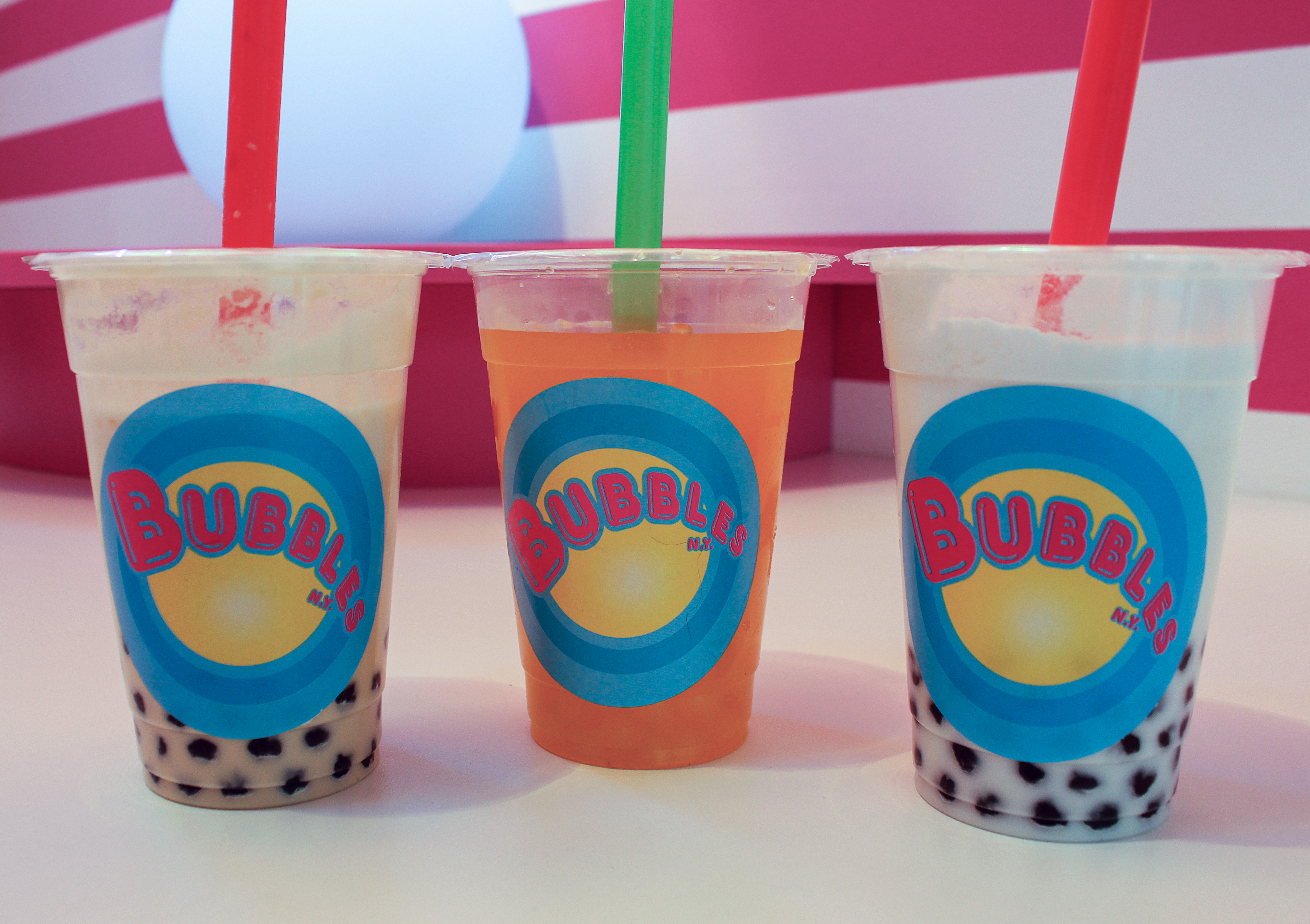
Bubble tea w różnych odmianach

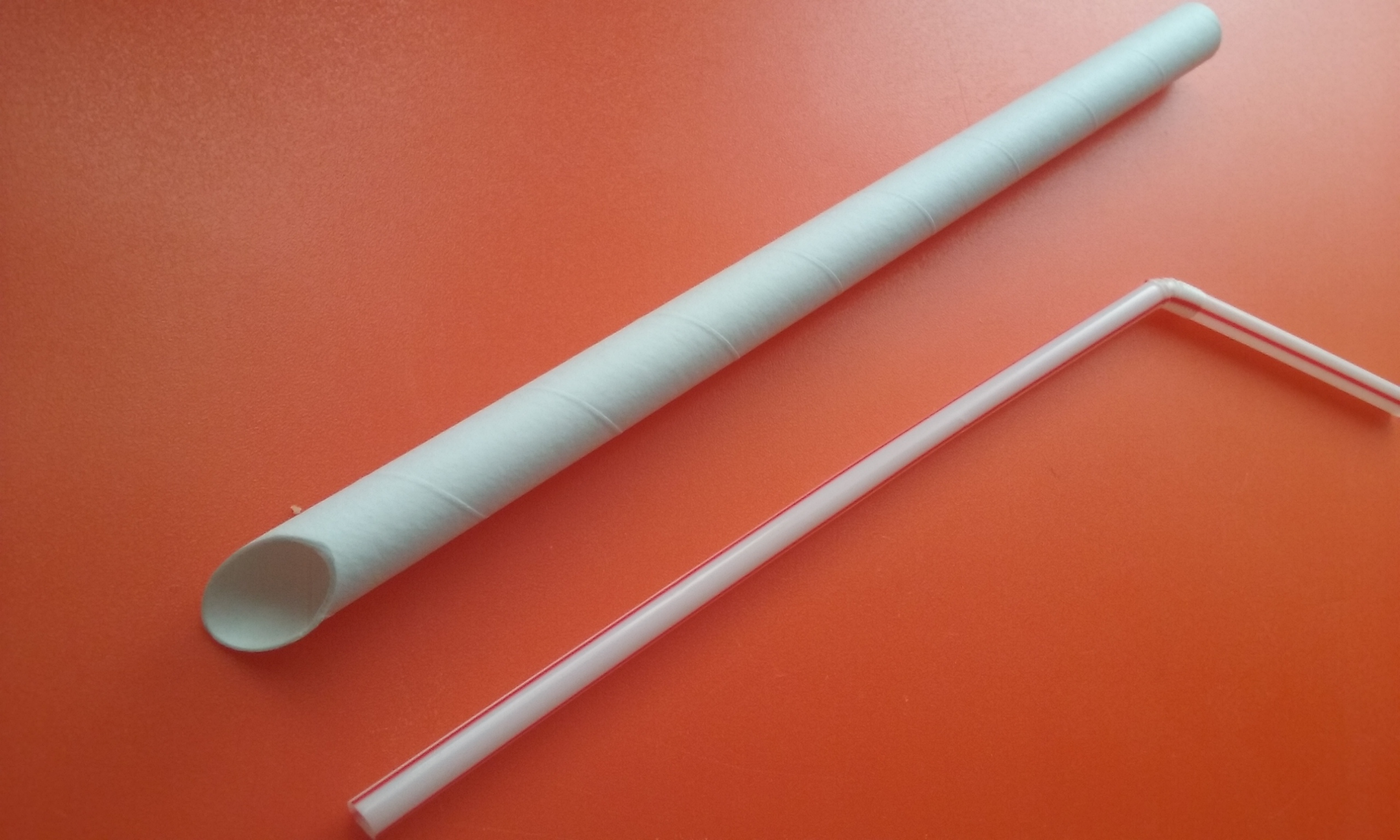
Papierowa słomka do bubble tea i popularna słomka

Bubble tea (herbata bąbelkowa) – napój na bazie herbaty z dodatkiem niedużych, jadalnych kulek, najczęściej z tapioki. Zwykle podawana jest na zimno, często z mlekiem.
Występuje w wielu różnych wersjach smakowych i z wieloma różnymi dodatkami. Może być wzbogacona o owoce, bitą śmietanę, lody, syropy itp. Kulki z tapioki mogą być zastąpione kulkami na bazie kwasu alginowego (tzw. popping boba) lub np. różnego rodzaju galaretkami. Najczęściej serwowana jest w wysokich, przezroczystych kubkach oraz ze słomką o dużej średnicy, tak by zmieściły się w niej kulki, które można następnie żuć. 
Bubble tea powstała w latach 80. XX wieku na Tajwanie. Nie ma jednak pewności, komu dokładnie powinno się przypisywać ten wynalazek. Według jednej wersji została stworzona w herbaciarni Hanlin Tea Room w 1986 roku, po tym jak jej właściciel Tu Tsung-ho zainspirował się kulkami z tapioki, które zobaczył na targu. Według innej powstała w 1988 roku w herbaciarni Chun Shui Tang, kiedy pracująca tam Lin Hsiu-hui eksperymentowała mieszając ze sobą różne składniki.